# Yolande de Polastron, Duquesa de Polignac
Yolande Martine Gabrielle de Polastron, condessa e duquesa de Polignac (Paris, 8 de setembro de 1749 – Viena, 9 de dezembro de 1793), mais conhecida apenas como Gabrielle ou Madame de Polignac, foi amiga, confidente e suposta amante da Rainha da França, Maria Antonieta.

## Aparência

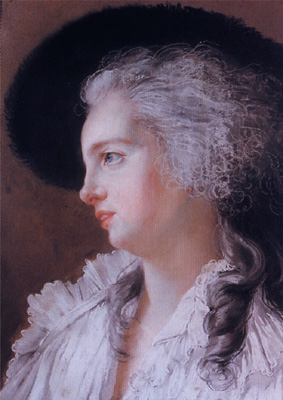
Gabrielle em pastel de 1787, por Élisabeth Vigée Le Brun.

A maioria dos retratos sobreviventes mostra que Gabrielle era bonita. O historiador britânico Simon Schama disse que Gabrielle, em seus retratos de Élisabeth Vigée Le Brun, geralmente é apresentada como "uma fruta colhida e suculenta". Ela tinha cabelos castanhos escuros, pele muito branca e, talvez o mais incomum, olhos lilases ou violetas.
Compilando relatos contemporâneos sobre ela, a historiadora moderna Antonia Fraser resumiu sua aparência física:
| “ | Sua aparência particularmente fresca [dava] uma impressão de "total naturalidade"... com sua nuvem de cabelo escuro, seus olhos grandes, seu nariz elegante e lindos dentes perolados, [ela] era geralmente comparada a uma Madona de Rafael. | ” |

## Biografia

### Primeiros Anos
Yolande Martine Gabrielle de Polastron nasceu em Paris durante o reinado de Luís XV. Seus pais eram Jean François Gabriel, conde de Polastron e senhor de Noueilles, Venerque e Grépiac, que serviu como embaixador francês na Suíça, e Jeanne Charlotte Hérault de Vaucresson. Como era costume entre os aristocratas, a maioria dos quais tinha mais de um nome cristão, ela era geralmente conhecida pelo último de seus nomes, Gabrielle. Sua família era de antiga linhagem aristocrática, mas na época do nascimento de Gabrielle estava sobrecarregada com muitas dívidas e seu estilo de vida era comedido.
Aos dezesseis anos, Gabrielle foi prometida a Jules François Armand, conde de Polignac e marquês de Mancini, com quem se casou em 7 de julho de 1767, alguns meses antes de seu aniversário de dezoito anos. A família de Polignac tinha uma ascendência tão nobre quanto à de Gabrielle e estava em dificuldades financeiras igualmente desconfortáveis. Na época de seu casamento, Polignac estava servindo no Regimento dos Dragões Reais (1er régiment de dragons), com um salário anual de 4.000 libras (pouco mais de 30.000 euros anuais em conversão monetária de 2015).
O casal teve quatro filhos:
1. Aglaé de Polignac (1768–1803), apelidada de Guichette por sua família; casada com Antoine Louis Marie de Gramont, 8.º duque de Gramont (1755–1836).[10]
2. Armand de Polignac, 2.º duque de Polignac (1771–1847).[10]
3. Jules de Polignac, 3.º duque de Polignac (1780–1847), casado em primeiras núpcias com Barbara Campbell (1788–1819) e em segundas núpcias com Mary Charlotte Parkyns (1792–1864); foi primeiro-ministro da França de 1829 a 1830, no reinado do rei Carlos X, o antigo conde d'Artois, durante a Restauração Bourbon.[10]
4. Camille de Polignac, conde de Polignac (1781–1855), casado com com Marie Charlotte Calixte Alphonsine Le Vassor de la Touche (1791-1861);[10] ancestrais da atual Família principesca de Mônaco.[11] Atualmente, o título de "Condessa de Polignac" pertence à princesa Stéphanie de Mônaco.[12]

### Em Versalhes

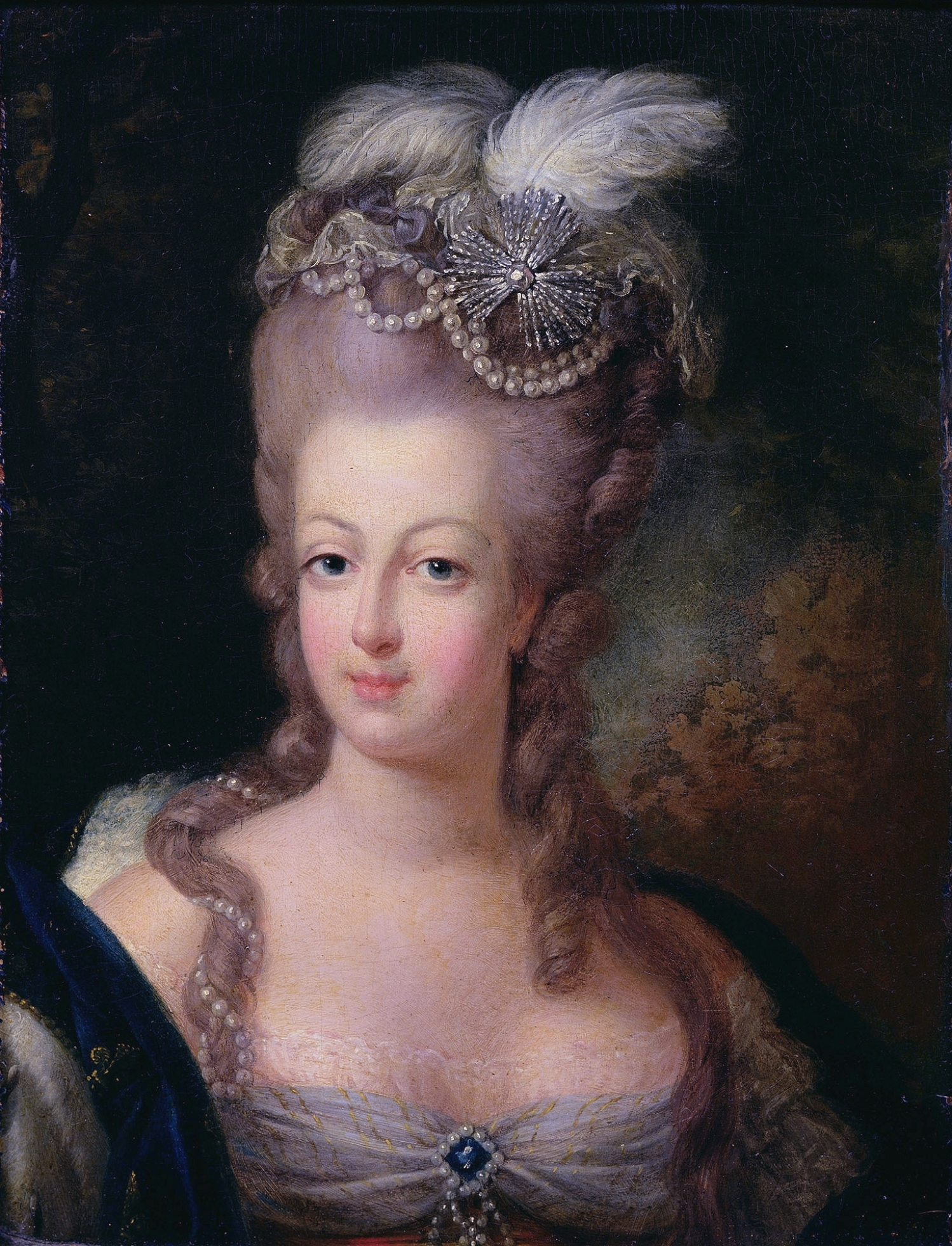
Rainha Maria Antonieta em 1775, ano do seu primeiro encontro com Gabrielle.

Em 1775, a cunhada de Gabrielle, a condessa Diane de Polignac, a convidou para a corte de Versalhes. Gabrielle chegou a Versalhes acompanhada do marido e foi apresentada em uma recepção formal na Galeria dos Espelhos em 1775, ocasião em que foi formalmente apresentada à rainha da França, Maria Antonieta, que ficou instantaneamente "deslumbrada" por ela, e a convidou para se mudar permanentemente para Versalhes. O custo de manutenção na corte de Versalhes era exorbitante e Gabrielle contestou que seu marido não possuía recursos suficientes para uma mudança permanente para o palácio. Determinada a manter seu nova favorita ao seu lado, a rainha concordou em liquidar as muitas dívidas pendentes da família e encontrar uma nova posição para o marido de Gabrielle.
Uma vez instalada no palácio, perto dos aposentos da rainha, Gabrielle também conquistou a amizade do irmão mais novo do rei, o conde d'Artois, e a aprovação do rei Luís XVI, que era grato por sua influência leniente sobre sua esposa e encorajou a amizade. Gabrielle foi, no entanto, ressentida por outros membros da comitiva real, particularmente o confessor da rainha e seu principal conselheiro político, o embaixador austríaco conde Mercy. Em uma carta à mãe da rainha, a imperatriz Maria Teresa, o embaixador escreveu: "É quase inédito que em tão pouco tempo, o favor real tenha trazido vantagens tão avassaladoras para uma família."
Carismática e bela, Gabrielle se tornou a líder indiscutível do círculo exclusivo da rainha e garantiu que poucos entrassem sem sua aprovação. Gabrielle era considerada por muitos de seus amigos como elegante, sofisticada, charmosa e divertida.
Toda a família Polignac se beneficiou enormemente da considerável generosidade da rainha, mas sua crescente riqueza e estilo de vida luxuoso indignaram muitas famílias aristocráticas, que se ressentiam de seu domínio na corte. Em última análise, o favoritismo da rainha em relação à família Polignac foi uma das muitas causas que alimentaram a impopularidade de Maria Antonieta com alguns dos súditos de seu marido (especialmente parisienses) e membros da nobreza politicamente liberal. Em 1780, o marido de Gabrielle recebeu o título de "Duque de Polignac", tornando Gabrielle uma duquesa, uma fonte adicional de irritação para os cortesãos.
No final da década de 1780, milhares de panfletos pornográficos alegavam que Gabrielle era amante lésbica da rainha, incluindo acusações de que o casal havia se envolvido em tribadismo. Embora não houvesse evidências para apoiar essas acusações, elas causaram danos incomensuráveis ao prestígio da monarquia, especialmente dada a profunda suspeita de homossexualidade ao redor da nobreza mantida pela burguesia e pelas classes trabalhadoras urbanas da época.
Vários historiadores sugeriram que os relatos da extravagância de Gabrielle foram muito exagerados, apontando que durante sua estadia de quatorze anos em Versalhes ela gastou tanto quanto a amante de Luís XV, Madame de Pompadour, gastou em um. Outros argumentaram que, até certo ponto, ela merecia sua reputação negativa porque, apesar das imprecisões das alegações de que ela era sexualmente desonrosa, outras críticas a ela eram válidas: ela era fria, egocêntrica, autoindulgente e mascarava um amor por fofocas e intrigas por trás de uma voz doce e maneiras impecáveis. Este argumento foi particularmente defendido pelo autor e biógrafo Stefan Zweig, que escreveu:
| “ | Nem mesmo Madame de Maintenon, nem mesmo o Pompadour, custaram tanto quanto esta favorita, este anjo, com olhos baixos, esta modesta e gentil Polignac. Aqueles que não foram eles próprios arrastados para o redemoinho, ficaram na margem contemplando-o com espanto... [enquanto] a mão da Rainha era invisivelmente guiada pela Polignac de olhos violetas, a adorável, a gentil. | ” |

Governanta dos Filhos de França

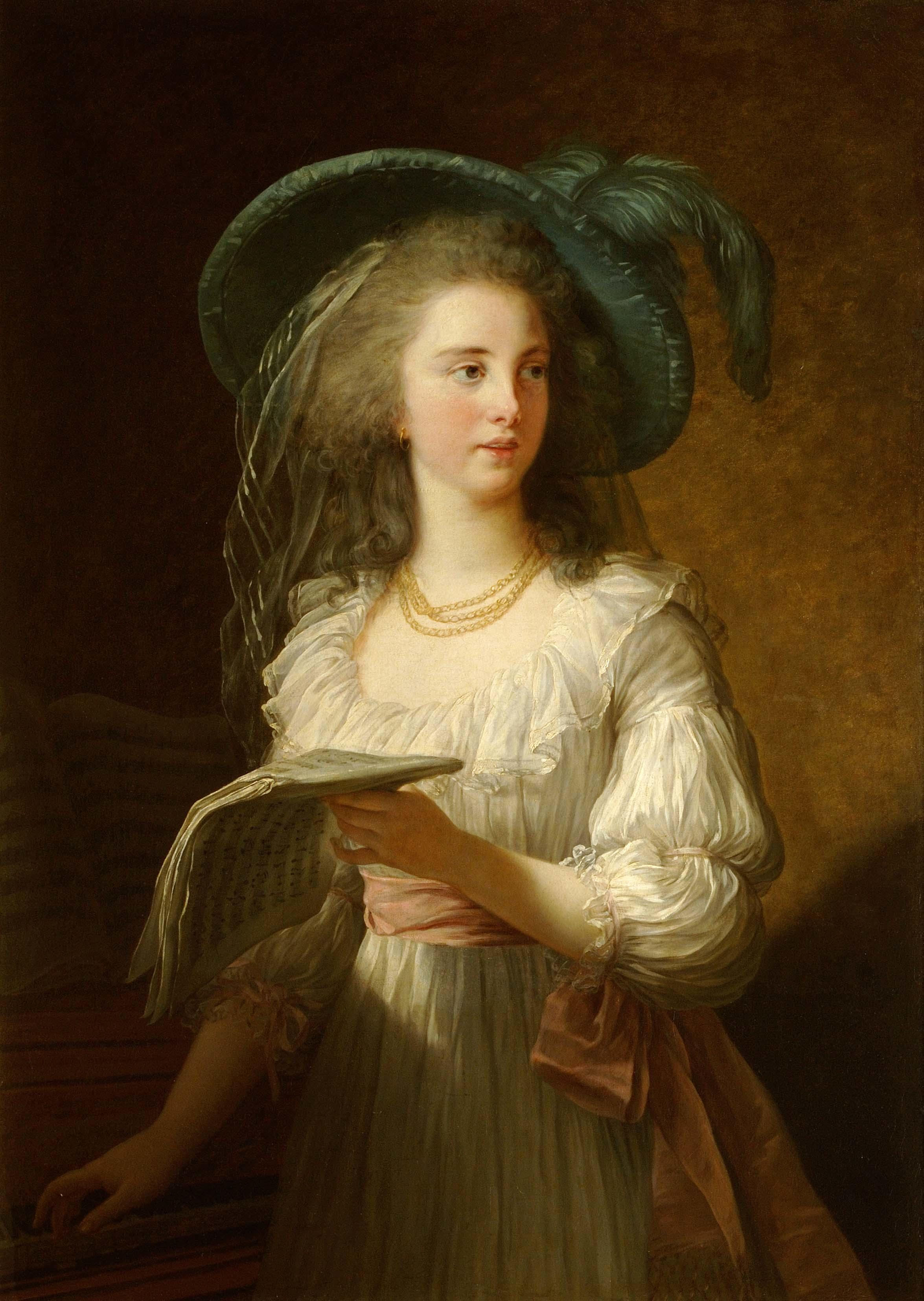
Gabrielle em 1783, por Vigée Le Brun.

Em 1782, a Governanta dos Filhos de França, Vitória de Rohan, princesa de Guéméné e esposa de Henrique Luís de Rohan, teve que renunciar ao seu posto devido a um escândalo causado pela falência do marido. A rainha substituiu a princesa por Gabrielle. Esta nomeação gerou indignação na corte, onde se sentiu que o status social de Gabrielle era insuficiente para um posto de tal magnitude.
Como resultado de sua nova posição, Gabrielle recebeu um apartamento de treze cômodos para si no palácio. Tecnicamente, isso estava dentro dos limites aceitáveis de etiqueta, mas o tamanho do apartamento era sem precedentes, particularmente em um lugar tão superpopuloso quanto Versalhes. Governantas reais tinham sido alojadas anteriormente em apartamentos de quatro ou cinco cômodos. Gabrielle recebeu até mesmo sua própria casa de campo no refúgio pastoral favorito de Maria Antonieta, o Hameau de la Reine, construído na década de 1780 no terreno do Petit Trianon no parque de Versalhes.
Nesse ínterim, rumores sobre infidelidade no casamento de Gabrielle minavam sua reputação e comprometiam sua posição como governanta real. O casamento de Gabrielle foi cordial, se não bem-sucedido; era típico de casamentos arranjados aristocráticos.  Por muitos anos, ela aparentemente estava apaixonada pelo capitão da Guarda Real, Joseph Hyacinthe François de Paule de Rigaud, Conde de Vaudreuil, embora muitos de seus amigos considerassem Vaudreuil muito dominador e muito grosseiro para o tipo de sociedade em que Gabrielle se movia. Houve rumores em Versalhes de que o filho mais novo de Gabrielle era na verdade filho de Vaudreuil. No entanto, a natureza exata do relacionamento de Gabrielle com Vaudreuil foi questionada por alguns historiadores que duvidaram que a ligação fosse sexual. Esta teoria foi recentemente ressuscitada pela romancista e comentarista católica Elena Maria Vidal. Apesar das alegações de que eram amantes, Gabrielle não demonstrou hesitação em se distanciar de Vaudreuil sempre que sentia que sua própria posição social estava ameaçada pela antipatia da rainha pelo cortesão manipulador. Quase não há cartas sobreviventes do casal, que na realidade pode não ter sido suficientemente próximo para escrever um ao outro quando separados, ou pode ter sido muito cuidadoso em mascarar suas comunicações por razões políticas. Suas cartas podem ter sido posteriormente destruídas por eles próprios ou por outros por precaução.

### Na Inglaterra

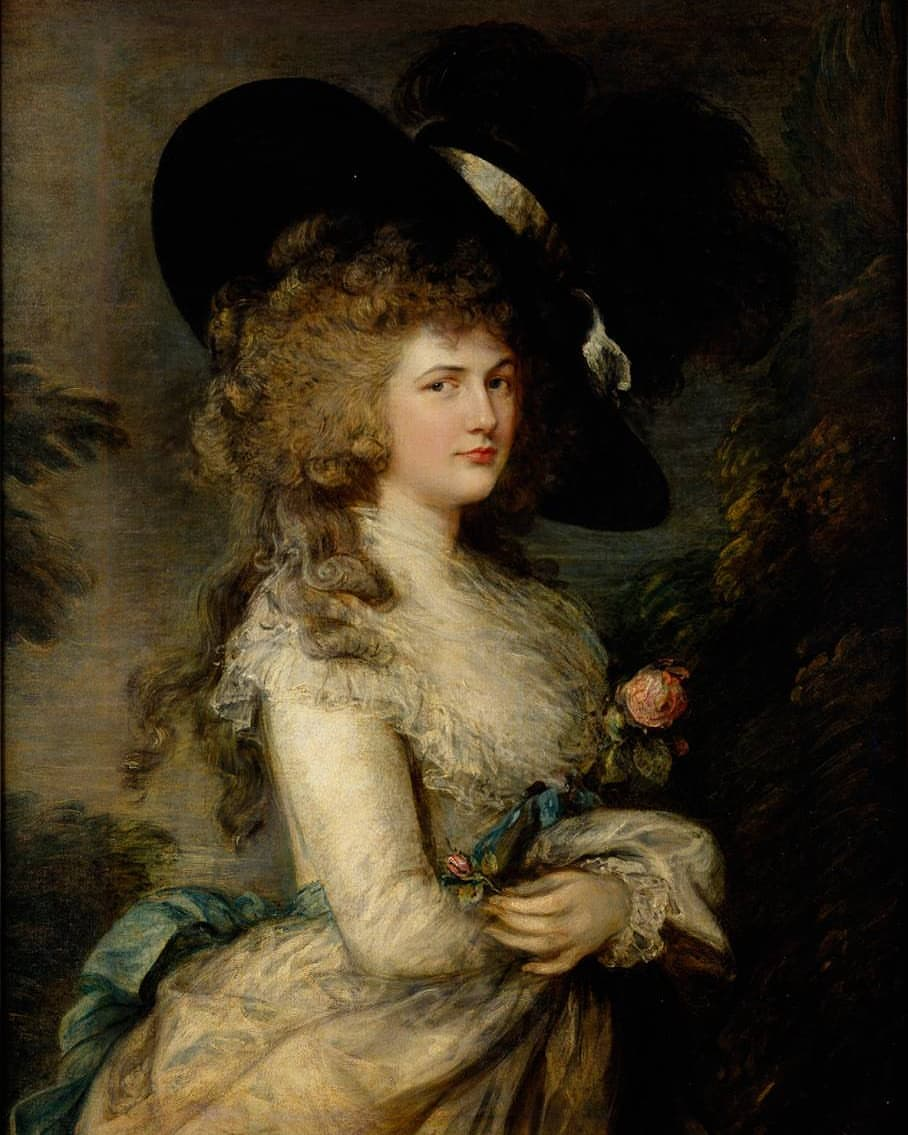
Georgiana Cavendish, amiga inglesa de Gabrielle.

Talvez devido à intensa antipatia da rainha pelo conde de Vaudreuil, a quem ela achava rude e irritante, a influência de Gabrielle sobre Maria Antonieta diminuiu temporariamente após 1785, quando o segundo filho da rainha nasceu. A rainha estava ficando cada vez mais insatisfeita com a ambição de seus favoritos, especialmente quando eles defendiam um político que a rainha desprezava.. Maria Antonieta confidenciou a outra dama de companhia, Henriette Campan, que ela estava "sofrendo de aguda insatisfação" com os Polignacs. Campan escreveu: "Sua Majestade me observou que quando um soberano levanta favoritos em sua corte, ela levanta déspotas contra si mesma". Eventualmente, Gabrielle sentiu o desagrado de Maria Antonieta e decidiu visitar amigos na Inglaterra, particularmente Georgiana Cavendish, Duquesa de Devonshire, que era a líder da alta sociedade de Londres e uma das amigas mais próximas de Gabrielle. Durante seu tempo na Inglaterra, ela ganhou o apelido de Little Po, devido à sua constituição delicada.

### Revolução Francesa
Em 14 de setembro de 1788, os protestos antimonárquicos se renovaram e, em outubro de 1788, os manifestantes exigiram dinheiro para fogos de artifício, exigiram que qualquer pessoa em uma carruagem desmontasse e saudasse Henrique IV e, também, queimaram efígies representando Gabrielle. Então, as tropas foram mobilizadas e dispersaram as multidões com grande derramamento de sangue na Place de la Grève.

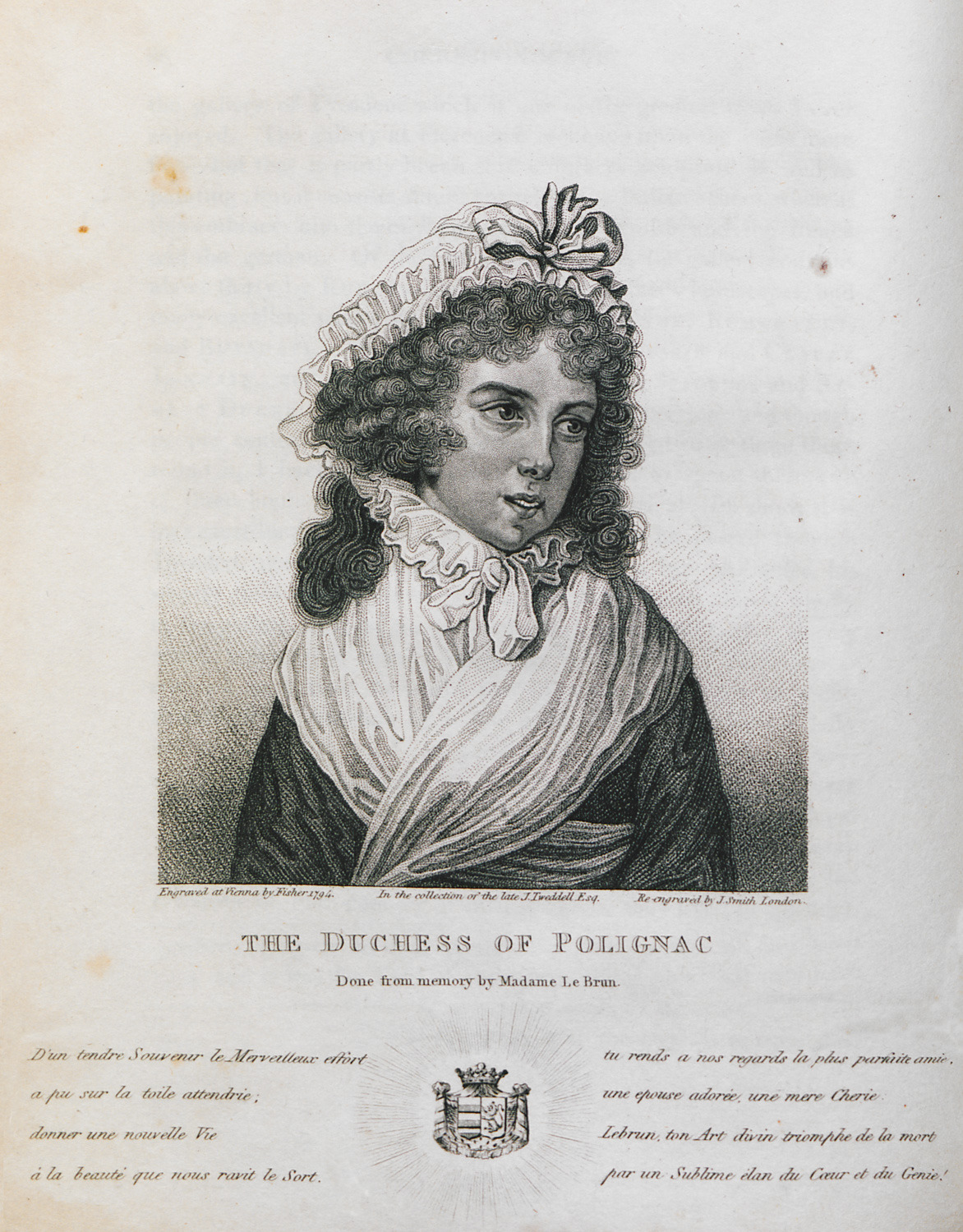
Gravura póstuma de Gabrielle, em 1814.

Os meses que antecederam a eclosão da Revolução Francesa, em julho de 1789, fizeram a rainha e a duquesa de Polignac se tornarem próximas novamente. Politicamente, Gabrielle e seus amigos apoiaram o movimento ultramonarquista em Versalhes, com a duquesa tornando-se cada vez mais importante nas intrigas monarquistas conforme o verão avançava, geralmente em parceria com seu amigo, o conde d'Artois, o irmão mais novo do rei.
O marquês de Bombelles, um diplomata e político, lembrou-se do trabalho incessante de Gabrielle para promover respostas de linha dura contra a revolução emergente. Junto com o barão de Breteuil, padrinho e ex-diplomata de Bombelles, e o conde d'Artois, Gabrielle persuadiu Maria Antonieta a trabalhar contra o popular ministro das finanças do rei, Jacques Necker. No entanto, sem o apoio militar necessário para esmagar a insurreição, a demissão de Necker alimentou a séria violência em Paris, culminando no ataque à fortaleza da Bastilha, em 14 de julho de 1789.

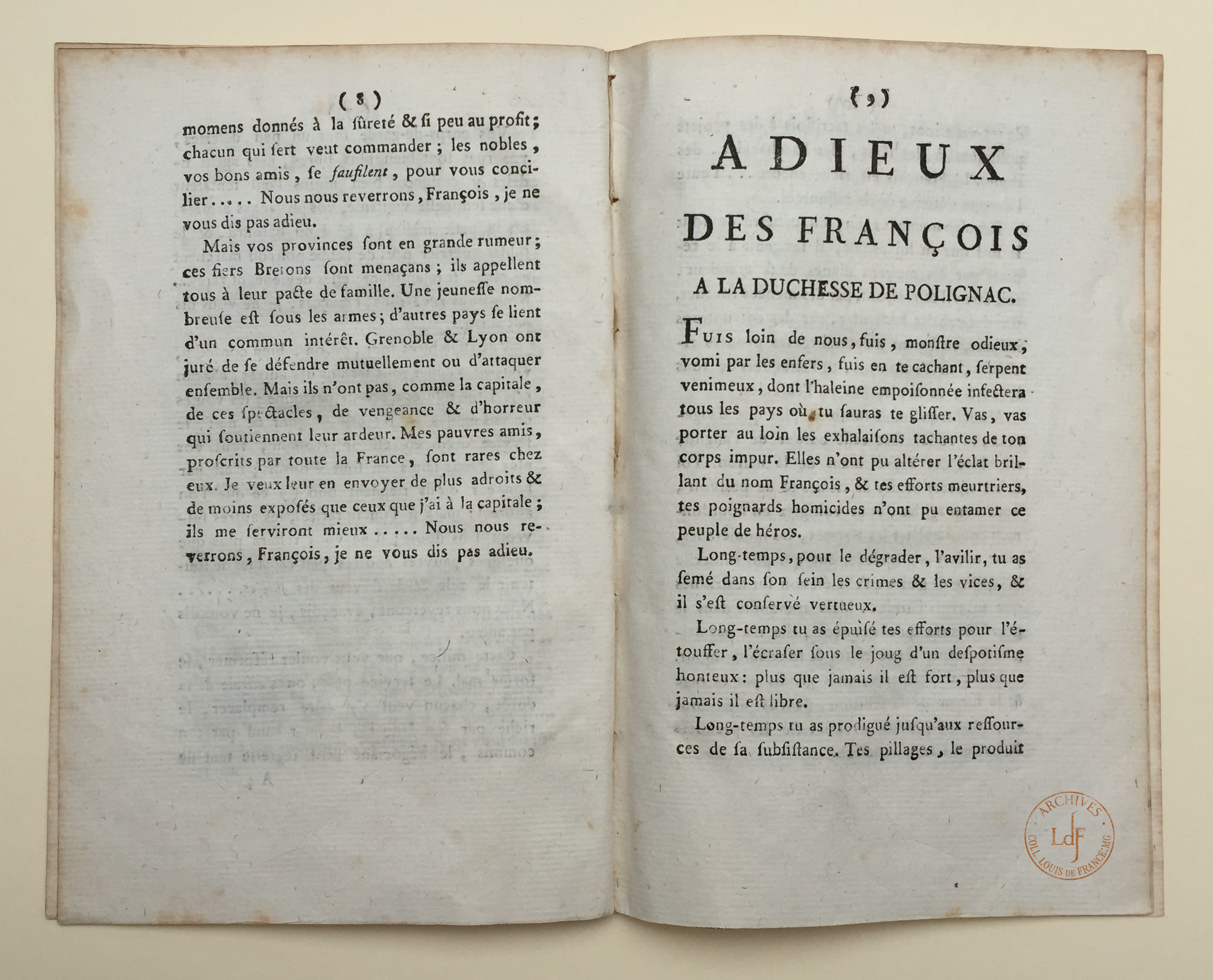
Panfleto revolucionário contra a duquesa de Polignac impresso em 1789, após sua fuga para a Suíça.

Na sequência da queda da Bastilha, todos os membros da família Polignac seguiram para o exílio. Por ordens expressas de Luís XVI, o conde d'Artois e o barão de Breteuil também deixaram a França. Gabrielle seguiu com sua família para a Suíça, onde manteve contato com a rainha por meio de cartas. Depois que Gabrielle partiu, o cuidado das crianças reais foi confiado à marquesa de Tourzel.

### Exílio e morte
Após sua partida da França, ela e sua família viveram uma vida ambulante, viajando de um lugar para outro. Ela manteve contato com Maria Antonieta por meio de correspondência, pela qual seu local de residência pode ser rastreado. A família Polignac viajou pela Suíça, Turim, Roma e Veneza (onde ela compareceu ao casamento de seu filho em março de 1790) e da Itália para Viena, na Áustria, em 1791. Ela estaria residindo nos Países Baixos Austríacos durante a frustrada Fuga de Varennes da família real e, em julho de 1791, ela é notada como uma das mulheres extravagantemente vestidas que compareceram à corte de emigrados do conde de Provença (irmão do meio de Luís XVI e futuro Luís XVIII) em Coblença. Esta corte de emigrados foi, no entanto, dissolvida após a Batalha de Valmy em 1792, e Gabrielle retornou à Áustria, onde morreu.
Gabrielle desenvolveu uma doença terminal enquanto vivia na Suíça, embora ela estivesse com problemas de saúde há vários anos. A duquesa morreu na Áustria em dezembro de 1793, aos quarenta e quatro anos, pouco depois de saber da execução de Maria Antonieta. Sua família simplesmente anunciou que ela havia morrido como resultado de desgosto e sofrimento, mas a maioria dos historiadores concluiu que ela morreu de câncer.

## Representações na cultura
Cinema

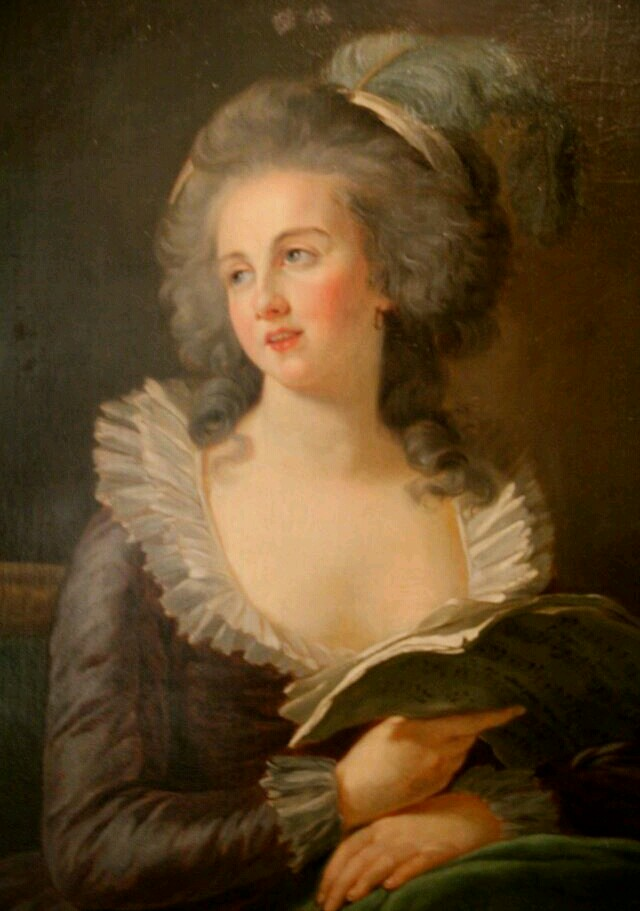
Duquesa de Polignac (1787)

- Maria Antonieta (1938), interpretada por Ruth Hussey[42]
- O Calvário de uma Rainha (1956), interpretada por Marina Berti[43]
- Maria Antonieta (2006), interpretada por Rose Byrne[44]
- Adeus, Minha Rainha (2012), interpretada por Virginie Ledoyen[45]

Televisão
- Marie-Antoinette (1975), interpretada por Corinne Le Poulain[46]
- A Revolução Francesa (1989), interpretada por Claudia Cardinale[47]
- L'été de la révolution (1989), interpretada por Yolande Folliot[48]
- Les jupons de la révolution (1989), interpretada por Isabelle Gélinas[49]
- Marie Antoinette (2022), interpretada por Liah O'Prey[50]

Mangá/Anime
- Rosa de Versalhes (1979)[carece de fontes?]